# Rustenburg
 For alternative betydninger, se Rustenborg.
Rustenburg er en by i Sydafrika med ca. 400.000 indbyggere. Den er beliggende i Nordvestprovinsen.
Byen er beliggende 100 kilometer vest for Pretoria og 120 kilometer nordvest for Johannesburg. Rustenburg Local Municipality har 449.776 (2007). I forbindelse med VM i fodbold 2010 afholdtes fodboldkampe på Royal Bafokeng Stadium i byen.